# Sweet Sixteen (Royal Trux)
Sweet Sixteen è il sesto album in studio del gruppo musicale statunitense Royal Trux, pubblicato nel 1997.

## Tracce
Testi e musiche di Neil Hagerty e Jennifer Herrema.
1. Don't Try Too Hard – 4:09
2. Morphic Resident – 4:50
3. The Pickup – 5:24
4. Cold Joint – 4:58
5. Golden Rules – 4:13
6. You'll Be Staying in Room 323 – 4:15
7. Can't Have It Both Ways – 4:39
8. 10 Days 12 Nights – 4:21
9. Microwave Made – 4:54
10. Sweet Sixteen – 4:37
11. I'm Looking Through You – 4:15
12. Roswell Seeds and Stems – 4:03
13. Pol Pot Pie – 4:16